# FCガンジュ岩手
FCガンジュ岩手（エフシーガンジュいわて、F.C. Ganju Iwate）は、岩手県盛岡市・八幡平市を本拠地として活動するサッカーのクラブチームである。Jリーグ加盟を目指すクラブの1つである。

## クラブ概要
2006年創設。2016年までの運営会社は株式会社岩鷲エンタープライズ。
クラブ名のガンジュとは、岩手県の象徴である岩手山の別名岩鷲山（がんじゅさん）に由来する。エンブレムはチーム名の「ガンジュ（岩鷲）」をモチーフにして鷲が地球儀を鷲掴みしている図柄と背景に残雪の岩手山に現れた鷲の形が描かれている。

## 歴史
2006年にグルージャ盛岡から分離独立する形で創設。当初は「いこいの村岩手」の支援を受け、八幡平市を練習拠点とした。同年はリーグ未所属ながら第13回全国クラブチームサッカー選手権大会に出場した。

### 2007年
岩手県社会人サッカーリーグ4部に参入。ジェフユナイテッド市原などで活躍した武藤真一を中心に元Jリーガーなどのプロ契約選手、外国籍選手など多数擁して、県リーグ4部優勝。
リーグ戦以外では、第57回岩手県サッカー選手権大会を優勝し天皇杯岩手県代表の座を獲得。第87回天皇杯全日本サッカー選手権大会に岩手県代表として初出場、1回戦で埼玉SC（埼玉県代表）と対戦し2-3で敗れた。さらに第14回全国クラブチームサッカー選手権大会では全国優勝を果たした。

### 2008年
監督に岩手県遠野市出身で元ジュビロ磐田GKの菊池直喜を招聘。チームは引き続き積極的な補強を行い、元清水エスパルスで元U-18日本代表財津俊一郎や元U-21韓国代表キム・ハンビョルなどを獲得し、圧倒的成績で県リーグ3部優勝を果たす。3年連続出場となった第15回全国クラブチームサッカー選手権大会では初戦で岩見沢FC北蹴会にPK戦の末敗れた。

### 2009年
3月、これまで支援を行ってきたいこいの村岩手が活動拠点をめぐる相違から独立し、「アンソメット岩手・八幡平」を設立。
岩手県出身で元湘南ベルマーレの照井篤、同じく岩手県出身でFリーグステラミーゴいわて花巻元主将の山谷紘大、元大分トリニータの川田和宏、元韓国代表の趙世權など各方面から多彩な選手を獲得し、県リーグ2部優勝。
第16回全国クラブチームサッカー選手権大会に4年連続出場、決勝でHOYO Atletico ELAN大分に勝利して2年ぶり2回目の優勝を果たした。

### 2010年
グルージャ盛岡やTDKサッカー部などで活躍し東北社会人サッカーリーグ1部得点王の経験もある原田太、カマタマーレ讃岐などで活躍した三ヶ崎伸穂など獲得。シーズン途中には、昨年まで大宮アルディージャに所属していたDFの西村陽毅も補強した。8月29日、チームは3年ぶりに岩手県サッカー選手権大会決勝まで進んだもののグルージャ盛岡に0-2で敗れ3年ぶりの天皇杯岩手県代表とはならなかったが、県リーグではこの年も圧倒的な強さを見せ10戦全勝で優勝。北東北3県チャレンジリーグでも優勝し、岩手県リーグに所属していた4年間リーグ戦無敗（39勝1分0敗）という成績を残し、東北社会人サッカーリーグに昇格を決めた。

### 2011年
監督に川崎フロンターレや台湾代表などの監督経験のある今井敏明を招聘。前シーズンの主力選手も大半が残留し、モンテディオ山形から栗原祐樹、元FC岐阜の姜曉一などの元Jリーグ所属選手を中心に選手を補強。
開幕前の3月におこった東日本大震災の影響で東北リーグのレギュレーションが変更となり東北リーグ1部への昇格がなくなってしまったため、チームスタッフ・選手のモチベーション維持が難しいシーズンとなったが、リーグ戦2位以内に与えられる来年度の全国社会人サッカー選手権大会東北予選への出場権を獲得した。

### 2012年
アルビレックス新潟から長谷部彩翔、岩崎陽平を獲得。さらにファジアーノ岡山FCから小寺優輝を獲得。その他外国籍選手など計10人の選手を補強。シーズン途中に2011年から監督を務めていた今井敏明が退任し、ジェフユナイテッド市原でプレイしFC KOREAなどで監督経験のある申在範と交代。JFL横河武蔵野FCでプレイした経験を持つ上田英生もコーチとして迎え体制強化を図った。
第48回全国社会人サッカー選手権大会東北予選の代表決定戦で福島ユナイテッドFCに敗れ全社出場はならなかったが、リーグ戦ではシーズンを通して安定した力を見せつけ優勝、1部昇格を決めた。

### 2014年
昇格2年目で東北リーグ1部優勝。シーズンを通じて圧倒的な得点力で他チームの追随を最後まで許さなかった。チームとしては初となる地域決勝（第38回全国地域サッカーリーグ決勝大会）に進出。1次ラウンドでは初戦で十勝フェアスカイFCを9-0で破るも、続く浦安SC、FC大阪に破れて1次ラウンド敗退。

### 2015年
東北リーグ1部を連覇し地域決勝に進出するも1次ラウンド敗退。天皇杯県予選は決勝戦でグルージャ盛岡に0-1で敗れる。

### 2016年
監督に蒋基栄が就任、選手の相次ぐ移籍と引退で先発の11人のみで戦う試合もある中3位を確保。天皇杯県予選は準々決勝で岩手大学に敗れた。

### 2017年
運営会社名が「株式会社アズイズ」に変更される。2月にアンソメットの流れを汲み、2015年まで岩手県リーグに所属していたサッカークラブ「八幡平トーレゾール」と統合。アズイズは運営を離れる。クラブの活動拠点は八幡平市に置かれた。

## チーム成績・歴代監督
| 年度 | 所属      | 順位                               | 勝点                               | 試合                               | 勝                                 | 分                                 | 敗                                 | 得                                 | 失                                 | 差                                 | 天皇杯     | 監督             |
| 2007 | 岩手県4部 | 優勝                               | 30                                 | 10                                 | 10                                 | 0                                  | 0                                  | 130                                | 0                                  | 130                                | 1回戦敗退  | 武藤真一         |
| 2008 | 岩手県3部 | 優勝                               | 30                                 | 10                                 | 10                                 | 0                                  | 0                                  | 100                                | 1                                  | 99                                 | 県予選敗退 | 菊池直喜         |
| 2009 | 岩手県2部 | 優勝                               | 28                                 | 10                                 | 9                                  | 1                                  | 0                                  | 96                                 | 3                                  | 93                                 | 県予選敗退 | 菊池直喜         |
| 2010 | 岩手県1部 | 優勝                               | 30                                 | 10                                 | 10                                 | 0                                  | 0                                  | 68                                 | 2                                  | 66                                 | 県予選敗退 | 長谷篤           |
| 2011 | 東北2部   | 2位                                | 27                                 | 10                                 | 9                                  | 0                                  | 1                                  | 51                                 | 5                                  | 46                                 | 県予選敗退 | 今井敏明         |
| 2012 | 東北2部北 | 優勝                               | 39                                 | 14                                 | 13                                 | 0                                  | 1                                  | 88                                 | 13                                 | 75                                 | 県予選敗退 | 今井敏明/ 申在範 |
| 2013 | 東北1部   | 3位                                | 40                                 | 18                                 | 13                                 | 1                                  | 4                                  | 67                                 | 17                                 | 50                                 | 県予選敗退 | 申在範           |
| 2014 | 東北1部   | 優勝                               | 50                                 | 18                                 | 16                                 | 2                                  | 0                                  | 129                                | 5                                  | 124                                | 県予選敗退 | 申在範           |
| 2015 | 東北1部   | 優勝                               | 47                                 | 18                                 | 15                                 | 2                                  | 1                                  | 107                                | 11                                 | 96                                 | 県予選敗退 | 申在範           |
| 2016 | 東北1部   | 3位                                | 32                                 | 18                                 | 9                                  | 5                                  | 4                                  | 48                                 | 31                                 | 17                                 | 県予選敗退 | 蒋基栄           |
| 2017 | 東北1部   | 8位                                | 15                                 | 18                                 | 5                                  | 0                                  | 13                                 | 31                                 | 58                                 | -27                                | 予選不参加 | 的場大治         |
| 2018 | 東北1部   | 2位                                | 36                                 | 18                                 | 11                                 | 3                                  | 4                                  | 71                                 | 29                                 | +42                                | 県予選敗退 | 的場大治         |
| 2019 | 東北1部   | 6位                                | 21                                 | 18                                 | 6                                  | 3                                  | 9                                  | 42                                 | 54                                 | -12                                | 県予選敗退 | 的場大治         |
| 2020 | 東北1部   | 4位                                | 13                                 | 9                                  | 4                                  | 1                                  | 4                                  | 16                                 | 17                                 | -1                                 | 県予選敗退 | 中西哲也         |
| 2021 | 東北1部   | 新型コロナウイルスの影響により中止 | 新型コロナウイルスの影響により中止 | 新型コロナウイルスの影響により中止 | 新型コロナウイルスの影響により中止 | 新型コロナウイルスの影響により中止 | 新型コロナウイルスの影響により中止 | 新型コロナウイルスの影響により中止 | 新型コロナウイルスの影響により中止 | 新型コロナウイルスの影響により中止 | 県予選敗退 | 中西哲也         |
| 2022 | 東北1部   | 7位                                | 27                                 | 16                                 | 8                                  | 3                                  | 5                                  | 32                                 | 17                                 | 15                                 | 県予選敗退 | 中西哲也         |
| 2023 | 東北1部   | 7位                                | 24                                 | 18                                 | 7                                  | 3                                  | 8                                  | 26                                 | 34                                 | -8                                 | 県予選敗退 | 中西哲也         |
| 2024 | 東北1部   | 5位                                | 25                                 | 18                                 | 7                                  | 4                                  | 7                                  | 40                                 | 39                                 | 1                                  | 県予選敗退 | 中西哲也         |

### 天皇杯
- 出場1回

| 回 | 年月日        | 時期  | 会場   | スコア | 対戦相手      | 観客 |
| 87 | 2007年9月16日 | 1回戦 | 盛岡南 | 2 - 3  | 埼玉SC (埼玉) | 587  |

## タイトル

### リーグ戦
- 東北社会人サッカーリーグ1部
  - 優勝（2回）：2014年、2015年
- 東北社会人サッカーリーグ2部北
  - 優勝（1回）：2012年
- 岩手県社会人サッカーリーグ1部
  - 優勝（1回）：2010年
- 岩手県社会人サッカーリーグ2部
  - 優勝（1回）：2009年
- 岩手県社会人サッカーリーグ3部
  - 優勝（1回）：2008年
- 岩手県社会人サッカーリーグ4部
  - 優勝（1回）：2007年

### その他
- 岩手県サッカー選手権大会（兼天皇杯岩手県予選）
  - 優勝（1回）：2007年
- 全国クラブチームサッカー選手権大会
  - 優勝（2回）：2007年、2009年

### 個人
東北社会人サッカーリーグ1部
- 得点王
  - 2014年  中野裕太（22得点）
  - 2015年  石本学（29得点）
  - 2017年  熊谷心真（16得点）
- アシスト王
  - 2014年  大橋康史（18アシスト）
  - 2015年  濱田克大（19アシスト）
  - 2018年  熊谷心真（13アシスト）

東北社会人サッカーリーグ2部
- 得点王
  - 2011年  姜曉一（17得点）
  - 2012年  原田太（24得点）
- アシスト王
  - 2012年  姜曉一（22アシスト）

## 在籍選手・スタッフ（2024年）

### スタッフ
| 役職       | 名前     | 前職                        | 備考     |
| 代表兼監督 | 中西哲也 | FCガンジュ岩手 選手兼コーチ | 選手兼任 |
| コーチ     | 熊谷紋司 | コバルトーレ女川 選手       | 選手兼任 |
| GKコーチ   | 三田優   | 八戸大学 選手               | 選手兼任 |

### 選手
| Pos | No. | 選手名     | 前所属                | 備考           |
| GK  | 17  | 藤原真之介 | 盛岡ゼブラ            |                |
|     |     |            |                       |                |
| DF  | 2   | 寺田智哉   | FC徳島                |                |
| DF  | 3   | 橋本純弥   | アイン食品            |                |
| DF  | 4   | 平中忠慶   | 富士大学              |                |
| DF  | 5   | 山下潤也   | JAPANサッカーカレッジ |                |
| DF  | 9   | 三田優     | 八戸大学              | GKコーチ兼任   |
| DF  | 22  | 宮野隼     | 盛岡商業高校          |                |
| DF  | 50  | 和田篤     | ボゴーレ.D.津軽FC     |                |
|     |     |            |                       |                |
| MF  | 6   | 伊藤就大   | 大宮クラブ            |                |
| MF  | 7   | 中西哲也   | グルージャ盛岡        | 代表・監督兼任 |
| MF  | 8   | 門脇岳人   | 仙台大学              |                |
| MF  | 14  | 的場大治   | 盛岡ゼブラ            |                |
| MF  | 16  | 山元佑哉   | コバルトーレ女川      |                |
| MF  | 19  | 山本貴大   | さいたまSC            |                |
|     |     |            |                       |                |
| FW  | 10  | 熊谷心真   | 富士大学              |                |
| FW  | 18  | 東洸也     | 大宮クラブ            |                |
| FW  | 25  | 勝凱斗     | 盛岡大学              |                |
| FW  | 32  | 熊谷紋司   | コバルトーレ女川      | コーチ兼任     |

## 過去の主な所属選手

### GK
- 田中賢治（2006年-2007年）
- 菊池直喜（2008年-2009年）
- 草下聖人（2018年-2019年）
- 河野匠哉（2018年-2019年）

### DF
- 丸山富洋（2006年-2008年）
- 太田浩二（2007年）
- 柳原裕（2007年）
- クリスティアーノ・アキオ・イトウ（2007年-2010年）
- 照井篤（2009年）
- 趙世權（2009年）
- 攘玄圭（2010年）
- 西村陽毅（2010年）
- 金度均（2010年-2011年）
- 栗原祐樹（2011年-2012年）
- 岩崎陽平（2012年）
- 斉藤乙（2007年-2013年）
- 李智星（2013年-2014年）
- 近石哲平（2014年-2015年）
- 濱田克大（2014年-2015年）
- 小森慶太郎（2014年-2015年）
- 出口捷馬

### MF
- 武藤真一（2006年-2007年）
- 松下晋也（2006年）
- 五十嵐祐二（2006年）
- 金子恵（2007年）
- 房哲平（2007年）
- 吉木健一（2007年）
- キム・ハンビョル（2008年）
- 川田和宏（2009年）
- 柳炳勲（2009年）
- 稲垣順（2010年-2011年）
- 崔文馨（2011年）
- 西村啓（2013年）
- 神谷恭平（2012年-2013年）
- 長谷部彩翔（2012年-2014年）
- 小寺優輝（2012年-2014年）
- 石本学（2013年-2015年）
- 原口大佑（2014年-2015年）
- 山口優樹（2015年）
- 山元佑哉（2018年-2019年）
- 高橋直希（2014年-2020年）
- 森脇大介（2018年-2019年）
- 的場大治（2017年‐2019年）
- 早水亮輔（2019年）
- 佐藤智也（2021年-2022年）

### FW
- 岡本勇輝（2007年）
- 財津俊一郎（2008年-2009年）
- 山谷紘大（2009年）
- 中野裕太（2014年）
- 角島康介（2013年-2015年）
- 佐々木絢也（2014年-2015年）
- 大谷昭太（2019年）

## ユニフォーム

### チームカラー
- オレンジ

### ユニフォームスポンサー
| 掲出箇所   | スポンサー名           | 表記                                           | 掲出年   | 備考       |
| 胸         | なし                   | GANJU                                          | -        |            |
| 鎖骨       | 個室焼肉 琥珀          | 個室焼肉 琥 KOHAKU 珀                          | 2023年 - | 右側に掲出 |
| 鎖骨       | トヨタL&F岩手          | TOYOTA L&F                                     | 2023年 - | 左側に掲出 |
| 背中上部   | 佐藤整形外科クリニック | 佐藤整形外科クリニック SATO ORTHOPEDICS CLINIC | 2024年 - |            |
| 背中下部   | 御堂重機               | 御堂重機有限会社                               | 2022年 - |            |
| 袖         | いこいの村岩手         | いこいの村岩手                                 | 2022年 - |            |
| パンツ前面 | オートショップ・カーズ | Auto Shop Cars オートショップ・カーズ          | 2022年 - |            |
| パンツ背面 | なし                   | -                                              | -        |            |

### ユニフォームサプライヤーの遍歴
- 2007年：ミズノ
- 2008年 - 2021年：カッパ
- 2022年 - 現在：ビリオン

### 歴代ユニフォームスポンサー表記
| 年度 | 箇所             | 箇所                  | 箇所       | 箇所                                           | 箇所             | 箇所             | 箇所                                  | 箇所       | サプライヤー |
| 年度 | 胸               | 鎖骨右                | 鎖骨左     | 背中上部                                       | 背中下部         | 袖               | パンツ前面                            | パンツ背面 | サプライヤー |
| 2011 | エバープロテクト | 解禁前                | 解禁前     | kosho                                          | 解禁前           | 株式会社ミチノク | -                                     | -          | Kappa        |
| 2012 | 百選市場         | 解禁前                | 解禁前     | 株式会社ミチノク                               | 解禁前           | -                | -                                     | -          | Kappa        |
| 2013 | 百選市場         | 解禁前                | 解禁前     | 株式会社ミチノク                               | 解禁前           | -                | -                                     | -          | Kappa        |
| 2014 | 百選市場         | 解禁前                | 解禁前     | 株式会社ミチノク                               | 解禁前           | -                | -                                     | -          | Kappa        |
| 2015 | 百選市場         | 解禁前                | 解禁前     | 株式会社ミチノク                               | 解禁前           | -                | -                                     | -          | Kappa        |
| 2016 | 百選市場         | 解禁前                | 解禁前     | 株式会社ミチノク                               | -                | -                | -                                     | -          | Kappa        |
| 2017 | 百選市場         | 解禁前                | 解禁前     | 株式会社ミチノク                               | -                | -                | -                                     | -          | Kappa        |
| 2018 | 百選市場         | -                     | -          | 株式会社ミチノク                               | -                | -                | -                                     | -          | Kappa        |
| 2019 | 百選市場         | -                     | -          | 株式会社ミチノク                               | -                | -                | -                                     | -          | Kappa        |
| 2020 | 百選市場         | -                     | -          | 株式会社ミチノク                               | -                | -                | -                                     | -          | Kappa        |
| 2021 | 百選市場         | -                     | -          | 株式会社ミチノク                               | -                | -                | -                                     | -          | Kappa        |
| 2022 | -                | -                     | -          | -                                              | 御堂重機有限会社 | いこいの村岩手   | Auto Shop Cars オートショップ・カーズ | -          | BELION       |
| 2023 | -                | 個室焼肉 琥 KOHAKU 珀 | TOYOTA L&F | -                                              | 御堂重機有限会社 | いこいの村岩手   | Auto Shop Cars オートショップ・カーズ | -          | BELION       |
| 2024 | -                | 個室焼肉 琥 KOHAKU 珀 | TOYOTA L&F | 佐藤整形外科クリニック SATO ORTHOPEDICS CLINIC | 御堂重機有限会社 | いこいの村岩手   | Auto Shop Cars オートショップ・カーズ | -          | BELION       |